# Liste des clochers-murs de la Loire-Atlantique
Cet article recense les édifices religieux de la Loire-Atlantique, en France, munis d'un clocher-mur.

## Liste
| Édifice                 | Commune   | Notes | Coordonnées                        | Photo |
| ----------------------- | --------- | ----- | ---------------------------------- | ----- |
| Église Sainte-Radegonde | Monnières |       | 47° 07′ 55″ nord, 1° 21′ 19″ ouest |       |